# Elecciones municipales de 2016 en Rancagua
Las elecciones municipales de Rancagua de 2016 se realizaron el 23 de octubre de 2016, así como en todo Chile, para elegir a los responsables de la administración local, es decir, de las comunas. En el caso de la capital de la Región del Libertador General Bernardo O'Higgins, esta eligió a su alcalde y a 10 concejales.

## Definición de candidaturas

### Nueva Mayoría
En el pacto de centro-izquierda, una encuesta definió al que sería el candidato del sector. Entre los nombres que se incluyeron en la encuesta, estaban el del ex intendente de la región Juan Ramón Godoy, del Partido Socialista, el doctor Alex Anich, del Partido Comunista, y Jorge Palamara, del Partido Radical Socialdemócrata. En la encuesta, resultó ganador el candidato socialista, pero este rechazó la candidatura, aduciendo que nunca estuvo disponible para ser candidato en un primer lugar, por razones familiares y laborales. Dada la negativa del ex intendente, el candidato comunista, Alex Anich, recibió la nominación de su pacto. 

### Chile Vamos
La coalición de centro-derecha decidió apoyar al entonces alcalde de la ciudad, Eduardo Soto, quien estuvo en el sillón edilicio desde el 2008 y quien buscaba su segunda reelección. El actual alcalde, quien también había sido concejal anteriormente durante dos periodos, gozaba de una ventaja en su intento de obtener un tercer periodo, ya que había logrado su primera reelección cuatro años antes con un 69,96% de los votos. A pesar de que Eduardo Soto renunció a uno de los partidos de la coalición, la Unión Demócrata Independiente, en el año 2015, el apoyo del pacto de centro-derecha persistió. Dada esta renuncia, el candidato se presentó como independiente dentro del pacto Chile Vamos.

## Candidatos

### Alcalde
En definitiva, se inscribieron 2 candidaturas a alcalde:
| Nueva Mayoría                                            | Nueva Mayoría                                            | Chile Vamos                                                        | Chile Vamos                                                        |
| -------------------------------------------------------- | -------------------------------------------------------- | ------------------------------------------------------------------ | ------------------------------------------------------------------ |
|                                                          |                                                          |                                                                    |                                                                    |
| Alex Anich                                               | PCCh                                                     | Eduardo Soto                                                       | Independiente Chile Vamos                                          |
| Exconcejal de Rancagua (1992-1996) Médico ginecoobstetra | Exconcejal de Rancagua (1992-1996) Médico ginecoobstetra | Alcalde de Rancagua (2008-2016) Exconcejal de Rancagua (2000-2008) | Alcalde de Rancagua (2008-2016) Exconcejal de Rancagua (2000-2008) |

### Concejales
En Rancagua se eligieron 10 concejales.
| B. Nueva Mayoría para Chile - Subpacto PS e Independientes - Partido Socialista - Silvia Santelices Rojas - Patricio Droguett Pino - Daniel González Vera - Patricio Henríquez Henríquez - Juan Rozas Poblete - Subpacto DC e Independientes - Partido Demócrata Cristiano - Hernán Garay Espinoza - Daniela Tapia Toro - Carlos Arellano Baeza - Juan Ramón Núñez - Independientes - Gabriel Díaz Campos G. Con la Fuerza del Futuro - Subpacto IC, Más Región e Independientes - Izquierda Ciudadana de Chile - Ricardo Aguilar Cubillos - Independientes - Jorge Orellana Iturra - Juan Carlos Olmos Castro - Subpacto PRSD e Independientes - Partido Radical Socialdemócrata - Samuel Quezada López - Independientes - Romualdo Quiñinao Rochat - Alejandra Reyes Soto - Sandra Palma Álvarez | H. Chile Vamos RN e Independientes - Renovación Nacional - Pedro Hernández Peñaloza - Jorge Palma Faune - Florindo Núñez Ramos - Celinda Cantillán Hormazábal - Manuel Hernández Palma - Luis León Quinteros - Fernando Maldonado Machuca - Hernán Mejía Zambrano - Mauricio Yáñez Langer - Independientes - Saray Gómez Segura J. Chile Vamos PRI-Evópoli e Independientes - Subpacto Evópoli e Independientes - Evolución Política - Raúl Velozo Osses - Independientes - Ricardo Alarcón Espinoza L. Chile Vamos UDI-Independientes - Unión Demócrata Independiente - Ricardo Guzmán Millas - Independientes - Pamela Jadell Echague - Arturo Jara Carrasco - Bernardo Abrigo Hupat - Jaime Canales Guzmán - Ramón Carvajal Parada | O. Yo Marco por el Cambio - Subpacto PRO e Independientes - Partido Progresista - Francisca Jerez Jerez - Bartolomé Rojas Espinoza - Pedro Arellano Reyes - Polinardo Rojas Aguilera - Carmen Gloria Araya Pérez - Independientes - Claudio Cerda Bravo P. Alternativa Democrática - Subpacto Humanistas e Independientes - Partido Humanista - Ricardo Cerda Arancibia - Independientes - Andy Hormazábal Budin - María Victoria Puente Encina - MIRAS e Independientes - Independientes - Paola Zapata Hernández S. Nueva Mayoría por Chile - Subpacto PCCh e Independientes - Partido Comunista de Chile - Danilo Jorquera Vidal - Viviana Morales Sandoval - Enrique Escobar Fernandoy - Carlos Carrasco Olea - Independientes - Gonzalo Órdenes Osorio - Subpacto PPD e Independientes - Partido por la Democracia - José Avilés Vidal - Manuel Guzmán López - Carlos Díaz Díaz - Independientes - Víctor Muga González - Manuel Villagra Astorga |